# 梅澤美波

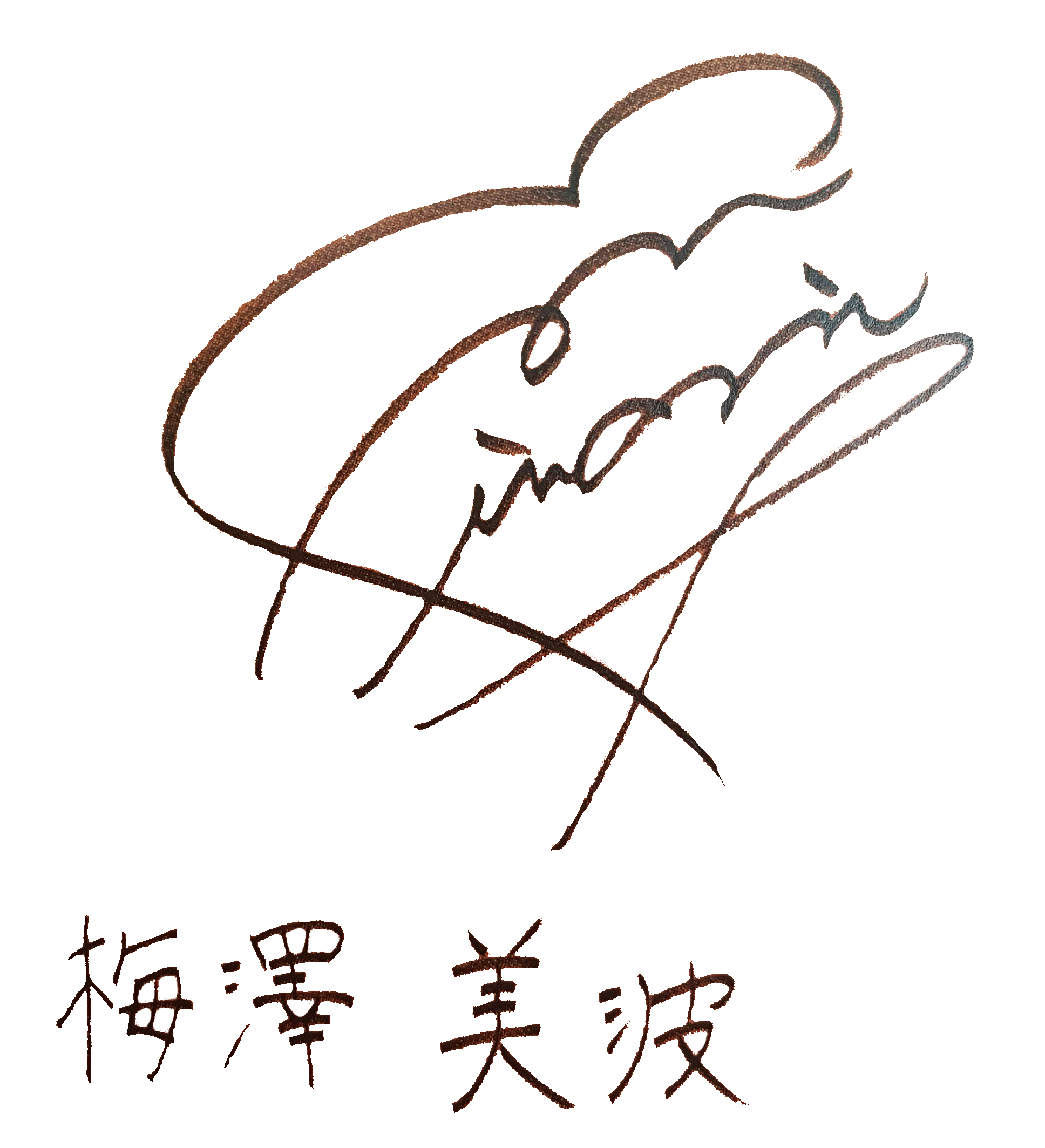
梅澤美波的簽名

梅澤美波（日语：／ Umezawa Minami */?，1999年1月6日—）是日本偶像藝人，為女子偶像團體乃木坂46成員及第3任隊長，神奈川縣平塚市出身。同時是時尚雜誌《with》專屬、《CLASSY.》常規模特兒。2016年以乃木坂46三期生身分出道。

## 經歷
1999年1月6日，梅澤出生於神奈川縣平塚市，由於家中湘南出身的背景，雙親喜愛海洋，便取了「美波」這個具有海洋風格的名字。加入乃木坂46前，就已經是該團的粉絲，最憧憬的成員是白石麻衣。懷著能見到白石麻衣的想法，梅澤在2016年參加了乃木坂46的三期生募集座談會，之後參加了7月開始的乃木坂46三期生徵選活動，獲得免除第一階段審查的「種子選手」資格。
2016年9月4日，梅澤通過乃木坂46三期生徵選，並參加了網路直播平台LINE LIVE的《乃木坂46 3期生決定特別節目》，開始在乃木坂46的活動。12月10日，在日本武道館舉行的「乃木坂46 3期生『鑑定會』」上首次在歌迷前亮相。12月19日，三期生部落格開通，由12名成員每人每天輪流發表一篇文章，梅澤的首篇文章在12月21日發表。
2017年2月2日至12日，三期生舉行舞台公演《3人的主角》共15場，梅澤參加的唯一一場為2月5日的日場公演。5月9日至14日，參演三期生首場演唱會「乃木坂46 三期生單獨LIVE」，共8個場次。8月，梅澤與團內前輩若月佑美以及同為3期生的阪口珠美、山下美月共4人，組成乃木坂46團內的特別企劃小隊「若樣軍團」。
2018年2月22日，梅澤在乃木坂46官方網站的個人部落格開設。稍後，梅澤從4月4日發售的《日經娛樂！》5月號起，接續同團前輩生駒里奈在該雜誌發表專欄連載，題名為「乃木坂46 梅澤美波的清楚系熱血派」。4月3日，獲發表通過徵選，將參與從8月3日起演出的漫畫改編舞台劇《七大罪 The STAGE》，在劇中飾演該作品的女主角伊麗莎白，此為梅澤首次參與舞台劇的演出。7月2日播出的《乃木坂工事中》，梅澤在乃木坂46第21張單曲《以自我為中心！》中首次獲選為單曲的選拔成員並擔任福神；此外，梅澤也在該單曲的收錄曲《空扉》首次擔任歌曲的Center。
2019年3月24日，講談社發行的時尚雜誌《with》宣布梅澤成為該雜誌的專屬模特兒，將自該月28日發售的5月號起登場。
2020年9月29日，發行首本個人寫真集《靠近夢想》（夢の近く），於澳洲拍攝。以7.1萬銷量取得Oricon公信榜書籍週榜寫真集部門的第一位及綜合部門第二位，累積發行量達11萬本。同年書籍年榜寫真集部門為第6位。
2021年1月6日，在22歳生日當天，梅澤的第一本寫真集Instagram帳號轉為個人使用。11月29日，在乃木坂46第28張單曲《被你罵了》線上迷你公演上，梅澤獲任命為乃木坂46的副隊長，這也是乃木坂46首次設置副隊長的職位。
2023年2月22日，將於同月26日畢業的乃木坂46隊長秋元真夏，於橫濱體育館舉辦的「11th YEAR BIRTHDAY LIVE」第一日公演上，宣布將在23日後把隊長職位交棒給梅澤。
2024年1月12日，發行個人著作《想變得美麗》（美しくありたい）。3月25日，光文社發行的時尚雜誌《CLASSY.》宣布梅澤成為該雜誌的常規模特兒，並在3月28日發售的5月號首次登場。

## 人物
暱稱是「Minamin」（みなみん）。身高170公分，是乃木坂46最高的成員，超越原本保持此紀錄的齋藤千春（166公分）。血型為A型。學生時代參加排球社，此外也曾有學習空手道與防身術的經驗。
剛加入乃木坂46時，曾使用Catch Phrase（自我介紹詞）「看起來24歲，實際上18歲，別稱逆柯南的梅澤美波」。

### 嗜好
喜愛的食物有草莓、馬鈴薯、以及牛舌。擅長的料理是義大利燉飯、漢堡排以及咖哩飯。喜歡的偶像藝人有鈴木愛理（原℃-ute）、GEM、櫸坂46、The World Standard、以及NMB48。
泡澡時喜歡泡大約兩小時的半身浴。

### 乃木坂46相關
獲選為「美腳御三家」。若樣軍團團員（刀子擔當）。在3期生中經常擔任「總結者」的角色（まとめ役；意為彙整、整合眾人談話內容或想法之人）。個人的螢光棒應援顏色（サイリウム）是「藍×水色」。與同為3期生的大園桃子感情友好，兩人被以「梅桃」並稱。
在乃木坂46團內最憧憬的前輩是白石麻衣。加入乃木坂46前，曾與家中姊姊一起參加乃木坂46的握手會。最喜歡的乃木坂46歌曲與MV是《慢慢恢復中》。

## 音樂作品
- 標註「★」符號表示該首歌曲有拍攝MV。

### 單曲
乃木坂46
|      | 發行日期       | 單曲名稱              | 參與歌曲名稱          | MV | 備註               |
| ---- | -------------- | --------------------- | --------------------- | -- | ------------------ |
| 17th | 2017年03月22日 | 大影響家              | 第三陣風              | ★  | 出道作品           |
| 18th | 2017年08月09日 | 蜃景                  | 未來的答案            | ★  |                    |
| 19th | 2017年10月11日 | 及時行事              | 失戀清潔工            | ★  | 若樣軍團           |
| 19th | 2017年10月11日 | 及時行事              | 我的衝動              | ★  |                    |
| 20th | 2018年04月25日 | 同步巧合              | 全新的世界            | ★  |                    |
| 20th | 2018年04月25日 | 同步巧合              | 心動不已              | ★  |                    |
| 21st | 2018年08月08日 | 以自我為中心！        | 以自我為中心！        | ★  | 十四福神           |
| 21st | 2018年08月08日 | 以自我為中心！        | 空扉                  | ★  | 首次擔任歌曲Center |
| 21st | 2018年08月08日 | 以自我為中心！        | 感覺不像自己          |    |                    |
| 21st | 2018年08月08日 | 以自我為中心！        | 我喜歡過你，但是…     |    |                    |
| 22nd | 2018年11月14日 | 想繞遠路回家          | 想繞遠路回家          | ★  | 十四福神           |
| 22nd | 2018年11月14日 | 想繞遠路回家          | 不成眠的商隊          | ★  |                    |
| 23rd | 2019年05月29日 | Sing Out!             | Sing Out!             | ★  | 十四福神           |
| 24th | 2018年09月04日 | 黎明來臨前無須逞強    | 黎明來臨前無須逞強    | ★  | 選拔               |
| 24th | 2018年09月04日 | 黎明來臨前無須逞強    | 我的信念              |    |                    |
| 25th | 2020年03月25日 | 幸福的保護色          | 幸福的保護色          | ★  | 選拔               |
| 25th | 2020年03月25日 | 幸福的保護色          | 每天都是Brand new day | ★  |                    |
| 25th | 2020年03月25日 | 幸福的保護色          | 奇幻三色麵包          |    |                    |
| 26th | 2021年01月27日 | 我會喜歡上自己的      | 我會喜歡上自己的      | ★  | 十二福神           |
| 26th | 2021年01月27日 | 我會喜歡上自己的      | 有明天的理由          |    |                    |
| 26th | 2021年01月27日 | 我會喜歡上自己的      | Wilderness world      | ★  |                    |
| 27th | 2021年06月09日 | 對不起Fingers crossed | 對不起Fingers crossed | ★  | 十二福神           |
| 27th | 2021年06月09日 | 對不起Fingers crossed | 一切都是一場夢        | ★  |                    |
| 27th | 2021年06月09日 | 對不起Fingers crossed | 不受大人們的指示      |    |                    |
| 28th | 2021年09月22日 | 被你罵了              | 被你罵了              | ★  | 十二福神           |
| 28th | 2021年09月22日 | 被你罵了              | 如果心是透明的        | ★  |                    |
| 28th | 2021年09月22日 | 被你罵了              | 相似的陌生人          |    |                    |
| 29th | 2022年03月23日 | Actually…             | Actually…             | ★  | 十福神             |
| 29th | 2022年03月23日 | Actually…             | 過度解讀              |    |                    |
| 29th | 2022年03月23日 | Actually…             | 嘗試喜歡上了          |    |                    |
| 30th | 2022年08月31日 | 喜歡搖滾！            | 喜歡搖滾！            | ★  | 十一福神           |
| 30th | 2022年08月31日 | 喜歡搖滾！            | 朝著我拍手的方向      | ★  |                    |
| 30th | 2022年08月31日 | 喜歡搖滾！            | 百香果的吃法          |    |                    |
| 31st | 2022年12月07日 | 不存在於此的事物      | 不存在於此的事物      | ★  | 十一福神           |
| 31st | 2022年12月07日 | 不存在於此的事物      | 錢湯狂想曲            |    |                    |
| 32nd | 2023年03月29日 | 人們終將再度追夢      | 人們終將再度追夢      | ★  | 十一福神           |
| 32nd | 2023年03月29日 | 人們終將再度追夢      | 我們的道別            | ★  |                    |
| 33rd | 2023年08月23日 | 獨自一人的天堂        | 獨自一人的天堂        | ★  | 十一福神           |
| 33rd | 2023年08月23日 | 獨自一人的天堂        | 某人的肩膀            |    |                    |
| 33rd | 2023年08月23日 | 獨自一人的天堂        | 告別 墨西哥餅         |    |                    |
| 34th | 2023年12月06日 | Monopoly              | Monopoly              | ★  | 十一福神           |
| 34th | 2023年12月06日 | Monopoly              | 一直空著的副駕駛座    |    |                    |
| 35th | 2024年04月10日 | 機會平等              | 機會平等              | ★  | 十一福神           |
| 36th | 2024年08月21日 | 放縱日                | 放縱日                | ★  | 十一福神           |
| 37th | 2024年12月11日 | 步道橋                | 步道橋                | ★  | 十一福神           |
| 37th | 2024年12月11日 | 步道橋                | 世界第一的鑽石        |    |                    |
| 37th | 2024年12月11日 | 步道橋                | 落雪之日再相見吧      |    |                    |
| 38th | 2025年3月26日  | 臍橙                  | 臍橙                  | ★  | 十一福神           |
| 38th | 2025年3月26日  | 臍橙                  | 懷念之情的前方        | ★  |                    |
| 39th | 2025年7月30日  | Same numbers          | Same numbers          | ★  | 九福神             |
| 39th | 2025年7月30日  | Same numbers          | 盛夏日啊              |    |                    |

其他
| 發行日期                                    | 單曲名稱       | 參與歌曲名稱 | MV | 備註         |
| ------------------------------------------- | -------------- | ------------ | -- | ------------ |
| 2019年3月13日                               | 回憶上心頭DAYS | 初戀之門     | ★  | 坂道AKB      |
| 2019年3月13日                               | 回憶上心頭DAYS | 必然性       |    | IZ4648       |
| 2020年6月17日（日本） 2020年6月24日（海外） | 世界中的鄰居啊 | —            | ★  | 下載限定歌曲 |
| 2020年7月24日                               | Route 246      | —            | ★  | 下載限定歌曲 |

### 專輯
乃木坂46
|        | 發行日期       | 專輯名稱         | 參與歌曲名稱     | 備註   |
| ------ | -------------- | ---------------- | ---------------- | ------ |
| 3rd    | 2017年05月24日 | 最初的夢想       | 回憶優先         |        |
| 3rd    | 2017年05月24日 | 最初的夢想       | 指定溫度         |        |
| 4th    | 2019年04月17日 | 直到此刻化成回憶 | 毫無特色的戀愛   |        |
| 4th    | 2019年04月17日 | 直到此刻化成回憶 | 即刻～殘美傳説～ |        |
| 精選輯 | 2021年12月15日 | Time flies       | 最後的Tight Hug  | 主打曲 |
| 精選輯 | 2021年12月15日 | Time flies       | Hard to say      |        |

其他
| 發行日期      | 專輯名稱                                    | 參與歌曲名稱 | MV | 備註       |
| ------------- | ------------------------------------------- | ------------ | -- | ---------- |
| 2024年5月15日 | TM NETWORK TRIBUTE ALBUM -40th CELEBRATION- | BE TOGETHER  |    | TM NETWORK |

## 演出

### 電視劇
- 殘美（2019年1月24日－3月28日，日本電視台）：飾演 木內加奈[48]
- 別對映像研出手！（2020年4月6日－5月11日，毎日放送／4月8日－5月13日，TBS）：飾演 金森沙耶加[49]
- 肌肉訓練上班族 中山筋太郎（2023年9月29日，讀賣電視台）：飾演 渋沢まどか[50]
- 在死亡遊戲中等待（2024年10月25日－12月27日，關西電視台）：飾演 秋澤和[51]

### 電視節目
- 發掘！寶物之廊（日语：発掘!お宝ガレリア） 正月特集（2018年1月2日，NHK綜合台）- 外景報導人（策展人）[52][53]
- THE突破File（日语：THE突破ファイル）（2020年12月3日；2021年1月14日、5月13日、6月10日、9月16日，日本電視台）- 再現短劇演出[54][55][56]
- THE TIME,（2021年10月4日－2023年3月27日，TBS電視台）- 週一常規成員[57][注 3][59]

### 電影
- 別對映像研出手！（2020年9月25日，東寶）：飾演 金森沙耶加[60]
- 九龍大眾浪漫（2025年8月29日，萬代南夢宮影像製作）：飾演 楊明[61]

### 舞台劇
- 乃木坂46版音樂劇 美少女戰士（2018年6月8日－24日，天王洲 銀河劇場／9月21日－30日，赤坂ACT劇場）：飾演 水手木星／木野真琴（Team STAR）[62]
- 七大罪 The STAGE（2018年8月3日－12日，東京：天王洲 銀河劇場／8月18日－20日，大阪：梅田藝術劇場 話劇城）：飾演 伊麗莎白·里歐涅絲（女主角）[21]
- 王者天下（2023年2月5日、7日－9日、11日－12日、14日－15日、17日－18日，東京：帝國劇場／3月15日－19日，大阪：梅田藝術劇場 話劇城／4月4日－5日、8日、10日－12日、15日、17日－19日、22日、25日－26日，福岡：博多座／5月9日－11日，北海道：札幌文化藝術劇場hitaru）：飾演 楊端和[注 4][63][64]
- 音樂劇「梨泰院Class」（2025年6月，東京建物 Brillia HALL）：飾演 吳秀娥[注 5][65]

### 電台節目
- All Night NipponPremium 乃木坂46梅澤美波的!（2018年11月5日－2019年3月28日，日本放送）[66]

### 網絡節目
- 「我們尋找著歸宿」梅澤美波篇（2021年2月8日，Hulu）[67]

### 廣告
- 「政府廣報」Stop・電話詐騙～家族羈絆作戰～（2019年4月24日－，內閣府）[68]

### 活動
- GirlsAward
  - GirlsAward 2018 AUTUMN／WINTER（2018年9月16日，幕張展覽館）[69]
  - Rakuten GirlsAward 2019 SPRING／SUMMER（2019年5月18日，幕張展覽館）[70]
  - GirlsAward 2019 AUTUMN／WINTER（2019年9月28日，幕張展覽館）[71]
  - Rakuten GirlsAward 2022 AUTUMN／WINTER（2022年10月8日，幕張展覽館）[72]
  - Rakuten GirlsAward 2023 SPRING／SUMMER（2023年5月4日，國立代代木競技場第一體育館）[73]
  - Rakuten GirlsAward 2023 AUTUMN／WINTER（2023年9月30日，幕張展覽館）[74]
  - Rakuten GirlsAward 2024 SPRING／SUMMER（2024年5月3日，國立代代木競技場第一体育館）[75]
  - Rakuten GirlsAward 2024 AUTUMN／WINTER（2024年10月19日，幕張展覽館）[76]
- 東京女孩展演
  - SDGs 推進 TGC 靜岡 2019 by TOKYO GIRLS COLLECTION （2019年1月12日，Twin Messe靜岡）[77]
  - Mynavi presents 第28回 TOKYO GIRLS COLLECTION 2019 SPRING／SUMMER（2019年3月30日，橫濱體育館）[78]
  - TGC KUMAMOTO 2019 by TOKYO GIRLS COLLECTION（2019年4月20日，熊本產業展示場）[79]
  - TGC TOYAMA 2019 by TOKYO GIRLS COLLECTION（2019年7月27日，富山市綜合體育館）[80]
  - TGC KITAKYUSHU 2019 by TOKYO GIRLS COLLECTION（2019年10月5日，西日本綜合展示場 新館）[81]
  - 第31回 Mynavi TOKYO GIRLS COLLECTION 2020 AUTUMN／WINTER ONLINE（2020年9月5日，埼玉超級競技場）[82]
  - 第32回 Mynavi TOKYO GIRLS COLLECTION 2021 SPRING／SUMMER（2021年2月28日，國立代代木競技場第一體育館）[83]
  - 第33回 Mynavi TOKYO GIRLS COLLECTION 2021 AUTUMN／WINTER（2021年9月4日，埼玉超級競技場）[84]
  - 第34回 Mynavi TOKYO GIRLS COLLECTION 2022 SPRING／SUMMER（2022年3月21日，國立代代木競技場第一體育館）[85]
  - 第35回 Mynavi TOKYO GIRLS COLLECTION 2022 AUTUMN／WINTER（2022年9月3日，埼玉超級競技場）[86]
  - TGC KITAKYUSHU 2022 by TOKYO GIRLS COLLECTION（2022年11月19日，西日本綜合展示場 新館）[87]
  - 第36回 Mynavi TOKYO GIRLS COLLECTION 2023 SPRING／SUMMER（2023年3月4日，國立代代木競技場第一體育館）[88]
  - SDGs推進 TGC 靜岡 2024 by TOKYO GIRLS COLLECTION（2024年1月13日，Twin Messe靜岡）[89]
  - 第38回 Mynavi TOKYO GIRLS COLLECTION 2024 SPRING／SUMMER（2024年3月2日，國立代代木競技場第一体育館）[90]
- 札幌Collection 2019 Presented by BitStar（2019年4月27日，北海道立綜合體育中心）[91]

## 書籍
- 想變得美麗（美しくありたい；2024年1月12日，日經BP（日语：日経BP））[92][93]

### 寫真集
- 靠近夢想（夢の近く；2020年9月29日，講談社）[94][95]

### 雜誌連載
- 日經娛樂！（2018年4月4日－2023年7月4日，日經BP（日语：日経BP））- 專欄「乃木坂46 梅澤美波的清楚系熱血派」[20][96][97]
- with（日语：with (雑誌)）（2019年3月24日－，講談社）- 專屬模特兒[25]
- CLASSY.（2024年3月25日 －，光文社）- 常規模特兒[39]

## 備註
1. ↑  日語原文：。
2. ↑  另外獲選的兩人為阪口珠美、中村麗乃[43]。
3. ↑  該節目在10月1日初次播出時亦有演出[58]。
4. ↑  和美彌Rurika為雙重角色。
5. ↑  和川口百合凪為雙重角色。

## 外部連結
- 乃木坂46個人介紹頁（日語）
- 梅澤美波 官方部落格 （页面存档备份，存于） - 乃木坂46官方網站（2018年2月22日－）（日語）
- 梅澤美波的Instagram帳戶（2020年8月4日－）（日語）
- 梅澤美波1st寫真集《靠近夢想》【公式】的X（前Twitter）（2020年8月3日－）（日語）
- 梅澤 美波（乃木坂46）的SHOWROOM專頁 （日語）